# Andrew Kay Womrath
Andrew Kay Womrath, né le 25 octobre 1869 à Frankford près de Philadelphie et mort en 1939, est un peintre, dessinateur, graveur sur bois, décorateur d'intérieur et illustrateur américain qui eut une première carrière en France et en Grande-Bretagne.
Son travail, à ses débuts, se trouve à l'intersection des mouvements Arts & Crafts et Art nouveau.

## Biographie

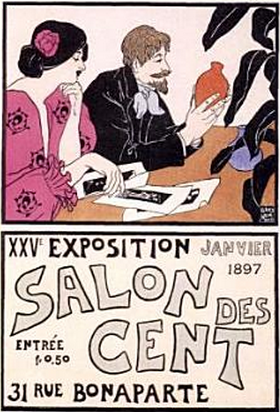
Affiche lithographiée pour le Salon des Cent en janvier 1897.

Né dans la banlieue de Philadelphie, Andrew Kay Womrath arrive sans doute en Europe au début des années 1890 et se met en relation avec les représentants du mouvements Arts & Crafts, à Londres mais aussi en Écosse. L'un de ses premiers travaux connus est une série d'illustrations issues de gravures pour Patrick Geddes, éditeur du trimestriel The Evergreen (Edimbourg), notamment en contrepoint de poèmes de Gillian Stone.
Sur Paris, il entre en contact avec les responsables de la revue d'art La Plume, expose au Salon des Cent et exécute même l'une de leurs affiches en janvier 1897 pour la 25e collection d'ensemble : sur cette affiche, il s'est peut-être représenté aux côtés de son épouse, Gertrude, toujours est-il que l'homme tient dans sa main un vase qu'il examine ; l'intérêt de Womrath est toujours à cette époque tourné vers les arts appliqués décoratifs. Auparavant, il expose des dessins et des estampes au Salon du Champ de Mars en avril 1896. Le critique Maurice Kreutzberger signalait dès octobre 1895 dans le Gil Blas toute l'attention qu'il fallait porter à cet artiste.
Il réside également à Londres et devient l'élève, ou plutôt le collaborateur, du graveur japonais Urushibara Mokuchu qui lui transmet les techniques de la gravure sur bois et avec lequel il échange de nombreux savoirs. Urushibara travaillait à une série d'expositions dans la capitale anglaise, et notamment il participa à la fameuse Exposition anglo-japonaise de 1910 grâce à Frank Brangwyn. Par cette rencontre et ces liens d'amitié, Womrath put toute sa vue durant vendre des œuvres à l'artiste japonais qui l'admirait. En 1902, le magazine The Reader le qualifie de « pictorial artist », et le rattache à un groupe de créateurs britanniques. En 1903, en tant qu'artiste sur métal il participe à l'Arts and Crafts Exhibition qui eut lieu dans le Craftsman Building à Syracuse (New York) en mars-avril 1903.
Womrath ne cessa de naviguer entre la France, la Grande-Bretagne et les États-Unis. Il collabora à The Savoy, au Saint-Nicolas (édité par Charles Delagrave), à La Revue du Touring-club de France, à The Studio (1899-1900), etc. En 1892, il exécute le portrait de Réjane pour Les Femmes du jour repris par Léon Vanier.
Au début des années 1910, il fonde à New York avec son frère, la société Womrath Brothers & Co., un cabinet d'architecture et de décoration d'intérieur, dont il est le directeur. L'adresse en 1915 est 45 West 26th Street. Il fait partie de l'Architectural League et expose à ce titre dans les diverses manifestations organisées à cette époque : en 1920, il est représenté aux Galleries of the American Fine Arts Society, lors de l'exposition annuelle.
L'une de ses dernières expositions se tient à Paris, elle est signalée au Grand Palais en juin 1939 dans le cadre du Salon de la Société coloniale des artistes français, à la section gravures.
On connaît de lui des représentations de paysages bretons.
Le British Museum conserve en ses fonds quelques-unes de ses gravures et de nombreux ex-libris.

## Affiches
- Salon des Cent (1897), lithographie couleur, 53 x 38 cm.
- The Grand Hall Hotel Cecil. Matinée for the Society of Women Journalists... (c. 1900), lithographie couleur, 90 x 57 cm, sur Gallica.

## Livres illustrés

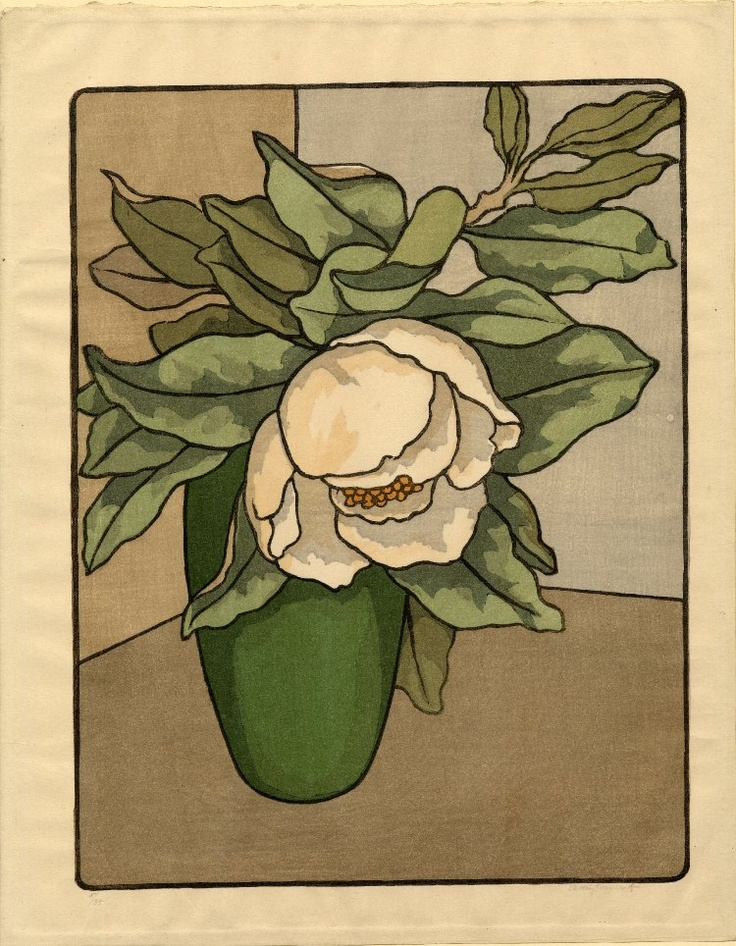
Vase with white flower and leaves, gravure sur bois en couleurs (1900, British Museum).

- Patrick Geddes (dir.), The Evergreen Northern Seasonal Book, Edimbourg/Londres/Philadelphie, T. Fisher Unwin/Lippincott, 1896-1897.
- Alfred Lubbock, Memories of Eton, dessins de 18 lettrines, Londres, John Murray, 1899.
- Frances Hodgson Burnett, The Making of a Marchioness, illustré par C. D. Williams, Grosset & Dunlap, 1901.
- The Complete Works of Edgar Allan Poe, édité par Charles F. Robinson, dessins des titres et ornementations, Londres/New York, G P Putnam's Sons & The Knickerbocker Press, 1902.
- The Wind in the Pines. A Celtic Miscellany, illustré par Womrath, John Duncan, Charles Mackie, Londres, T. N. Foulis Ltd, 1922.